# Sichuanstruikzanger
De sichuanstruikzanger (Locustella chengi) is een zangvogel uit de familie Locustellidae. De vogel werd in 2015 geldig beschreven door Per Alström et al. in een uitgebreide publicatie over de verwantschap tussen diverse soorten struikzangers in Zuid-China en Zuidoost-Azië. De vogel is vernoemd naar de Chinese hoogleraar Cheng Tso-hsin.

## Kenmerken en taxonomie
Het is een vrij kleine zangvogel, ongeveer 13 cm lang. De vogel is roodbruin van boven en grijs van onder. Het holotype van deze vogel werd op 30 mei 2011 door Per Alström verzameld in de Chinese provincie Shaanxi. De vogel lijkt sterk op de in die streken ook voorkomende Mandells struikzanger (L. mandelli) uit het Himalayagebied en Zuidoost-Azië. Uitgebreid onderzoek aan het verenkleed, de zang en het DNA wees erop dat het verschillende soorten betrof.

## Verspreiding en leefgebied
Deze soort broedt in zuidelijk China (Shaanxi, Sichuan, Guizhou, Hubei, noordwestelijk Hunan en noordwestelijk Jiangxi). De leefgebieden liggen in open terrein met een lage, dichte vegetatie van kruidachtige planten en varens en spaarzaam geboomte van secundair bos.

## Status
De grootte van de wereldpopulatie is niet gekwantificeerd. Men veronderstelt dat de soort in aantal stabiel is. Om deze redenen staat de sichuanstruikzanger als niet bedreigd op de Rode Lijst van de IUCN.